# 1969-es magyar gyeplabdabajnokság
Az 1969-es magyar gyeplabdabajnokság a harminckilencedik gyeplabdabajnokság volt. A bajnokságban hat csapat indult el, a csapatok három kört játszottak.

## Tabella
| #  | Csapat             | M  | Gy | D | V  | G+ | G- | P  |
| -- | ------------------ | -- | -- | - | -- | -- | -- | -- |
| 1. | Bp. Építők         | 15 | 11 | 3 | 1  | 32 | 5  | 25 |
| 2. | MÁVAUT SK          | 15 | 7  | 6 | 2  | 29 | 11 | 20 |
| 3. | Kinizsi Sörgyár SK | 15 | 6  | 5 | 4  | 19 | 11 | 17 |
| 4. | Budai Pedagógus    | 15 | 4  | 2 | 9  | 7  | 20 | 10 |
| 5. | Gödöllői Vasas     | 15 | 4  | 2 | 9  | 8  | 25 | 10 |
| 6. | Bp. Postás         | 15 | 3  | 2 | 10 | 6  | 29 | 8  |

* M: Mérkőzés Gy: Győzelem D: Döntetlen V: Vereség G+: Ütött gól G-: Kapott gól P: Pont